# Жамбылская ГРЭС
Жамбылская ГРЭС — электростанция в Казахстане.
В 1964 году для обеспечения электроэнергией быстроразвивающейся химической промышленности юга КазССР было начато строительство Джамбулской ГРЭС. С учётом перспективы развития крупных предприятий химии Джамбулского и Чимкентского промышленных районов на первом этапе мощность электростанции была определена в 600 МВт.
Первый блок был запущен 6 ноября 1967 года, как тогда говорили, в канун пятидесятой годовщины Великой Октябрьской Социалистической революции. В честь этого знаменательного события станции было присвоено наименование «Джамбулская ГРЭС имени 50-летия Октябрьской революции».
В 1974 г. началось дополнительное строительство на ГРЭС. Теперь электростанция комплектовалась несколькими моноблоками мощностью 210 МВт каждая. 30 декабря 1976 года, после пуска шестого по счету блока, строительство закончилось, и мощность электростанции достигла 1230 МВт. На 2024 год проектная мощность составляла 1200 МВт — шесть энергоблоков по 200 МВт каждый.
30 апреля 1999 года ОАО «Жамбылская ГРЭС» перерегистрировано в ОАО «Жамбылская ГРЭС им. Т. И. Батурова». И по сей день Джамбулская ГРЭС является основной энергетической базой юга Казахстана. Это первая электростанция блочного типа в республике, одна из наиболее мощных станций в регионе.
Единственным недостатком станции, приведшим её к упадку, стало использование единственного вида топлива — мазута, тогда как многие другие электростанции в Казахстане являются станциями комбинированного типа, способными работать на угле, газе и мазуте.
В 2000 годах после многократного повышения цены нефти, стоимость мазута увеличилась пропорционально. Себестоимость производимой Жамбыльской ГРЭС энергии увеличилась до 10 тенге и поставила казахстанский рекорд.
По этой причине все блоки станции были остановлены и использовались исключительно в отопительный период для производства тепловой энергии.
Неспособность акционеров станции модернизировать производство и оживить предприятие неоднократно вызывало критику на правительственном уровне. В 2009 году Министр энергетики заявил о намерении принудительного выкупа государством акций Жамбыльской ГРЭС.
Износ оборудования Жамбылской ГРЭС на 2022 год составляет 82,3 %.
В 2023 году из-за уменьшения объёмов поступающей из канала «Шу-Талас», воды, обеспечивающей работу станции, она была переведена на одноблочный режим работы с нагрузкой 120 МВт.
На 2027 год запланирован запуск новой газотурбинной установки мощностью 210 Мвт, состоящей из пяти газотурбинных установок Hitachi. Топливом для установки будет служить природный газ.
В 2018 году предприятие вошло в список 50 крупнейших частных компаний Казахстана, составленный журналом Forbes (48-е место), в 2024 — в список 75 крупнейших частных компаний Казахстана (62-е место)